# 춘천순환로
춘천순환로(Chuncheonsunhwan-ro)는 강원특별자치도 춘천시 석사동 스무숲사거리에서 춘천시 신북읍 신북사거리을 잇는 도로이다.

## 주요 경유지
강원특별자치도
- 춘천시 (석사동 . 동내면 . 동면 . 신북읍)

## 노선
| 이름                          | 접속 노선                  | 소재지            | 소재지            | 비고                                  |
| 퇴계농공로와 직결             | 퇴계농공로와 직결          | 퇴계농공로와 직결 | 퇴계농공로와 직결 | 퇴계농공로와 직결                     |
| ----------------------------- | -------------------------- | ----------------- | ----------------- | ------------------------------------- |
| 스무숲사거리                  | 영서로                     | 춘천시            | 석사동            |                                       |
| 거두교                        |                            | 춘천시            | 석사동            |                                       |
| 거두사거리                    | 공지로                     | 춘천시            | 석사동            | 춘천시도 제13, 춘천시도 제15호선 구간 |
| 거두순환 교차로               | 세실로                     | 춘천시            | 동내면            | 춘천시도 제13, 춘천시도 제15호선 구간 |
| 만천순환 교차로               | 서부대성로                 | 춘천시            | 동면              | 춘천시도 제13, 춘천시도 제15호선 구간 |
| 만천2교                       |                            | 춘천시            | 동면              | 춘천시도 제13, 춘천시도 제15호선 구간 |
| 학마을 교차로                 | 만천로                     | 춘천시            | 동면              | 춘천시도 제13, 춘천시도 제15호선 구간 |
| 장학 교차로                   | 춘천시도 제13호선 (춘천로) | 춘천시            | 동면              | 춘천시도 제13, 춘천시도 제15호선 구간 |
| 한성 교차로                   |                            | 춘천시            | 동면              | 춘천시도 제13, 춘천시도 제15호선 구간 |
| 하일 교차로                   | 하일길                     | 춘천시            | 동면              | 춘천시도 제13, 춘천시도 제15호선 구간 |
| 사우 교차로 (장학순환 교차로) | 사우로                     | 춘천시            | 동면              | 춘천시도 제13, 춘천시도 제15호선 구간 |
| 상일사거리                    | 소양강로                   | 춘천시            | 동면              | 춘천시도 제13, 춘천시도 제15호선 구간 |
| 맥국교                        |                            | 춘천시            | 동면              |                                       |
| 신북사거리                    | 신샘밭로                   | 춘천시            | 신북읍            |                                       |
| 신북로와 직결                 |                            |                   |                   |                                       |

## 주요 건물 및 시설
- GS칼텍스 거두주유소 (춘천순환로 59/거두리 910)
- 버거킹 춘천거두GS점 (춘천순환로 59/거두리 910)
- 아성다이소 춘천거두점 (춘천순환로 62/거두리 926-2)
- 투썸플레이스 춘천거두점 (춘천순환로 131/거두리 1058-1)
- 이디야커피 춘천거두점 (춘천순환로 134/거두리 1105-2)
- 한국국토정보공사 춘천지사 (춘천순환로 156/거두리 704-21)
- 현대자동차 춘천북부지점 (춘천순환로 171/거두리 687-18)
- KG모빌리티 춘천호반전시장 (춘천순환로 175/거두리 539)
- 이디야커피 춘천만천점 (춘천순환로 328/만천리 525-26)
- 농협 신북농협 로컬푸드직매장 (춘천순환로 901/장학리 450)
- S-OIL 장학충전소 (춘천순환로 913/장학리 447-4)